# Klincz (zespół muzyczny)

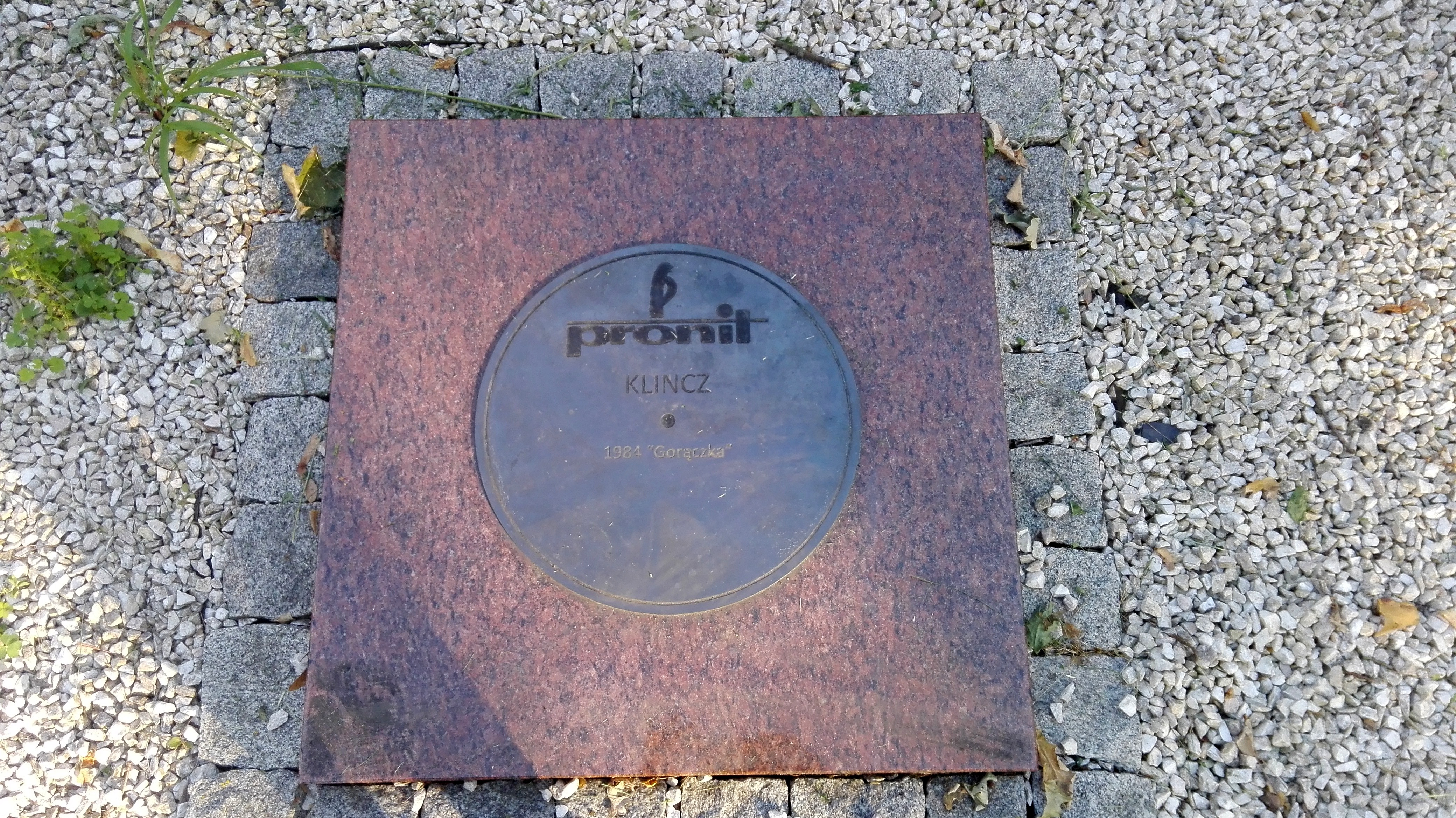
Upamiętnienie zespołu

Klincz – polski zespół muzyczny, założony we wczesnych latach 80. XX w. w Poznaniu, przez Ryszarda Kniata.

## Skład
- Ryszard Kniat – wokal, keyboardy
- Krzysztof „Kuba” Janicki – wokal
- Tomasz Runke – gitara
- Jerzy Michalak – gitara
- Tomasz Kaczmarek – gitara basowa
- Wojciech Anioła – perkusja
- Włodzimierz Kempf – perkusja
- Wojciech Młotecki – perkusja
- Rafał Żebczyński – perkusja

## Dyskografia
- Gorączka (1984, LP)[1]
- „Plamy na Słońcu” (1984, 7")
- „Latarnik” (1985, 7")
- Dla Ciebie staczam się (1985, kaseta)
- Wielki wyścig (1988, + Urszula, kaseta, to samo co Jak lodu bryła)
- Jak lodu bryła (1988, + Urszula, LP)[2][3]
- Klincz (1999, CD, best of)
- Kolory muzyki (2013, CD, best of)